# Images on Guitar

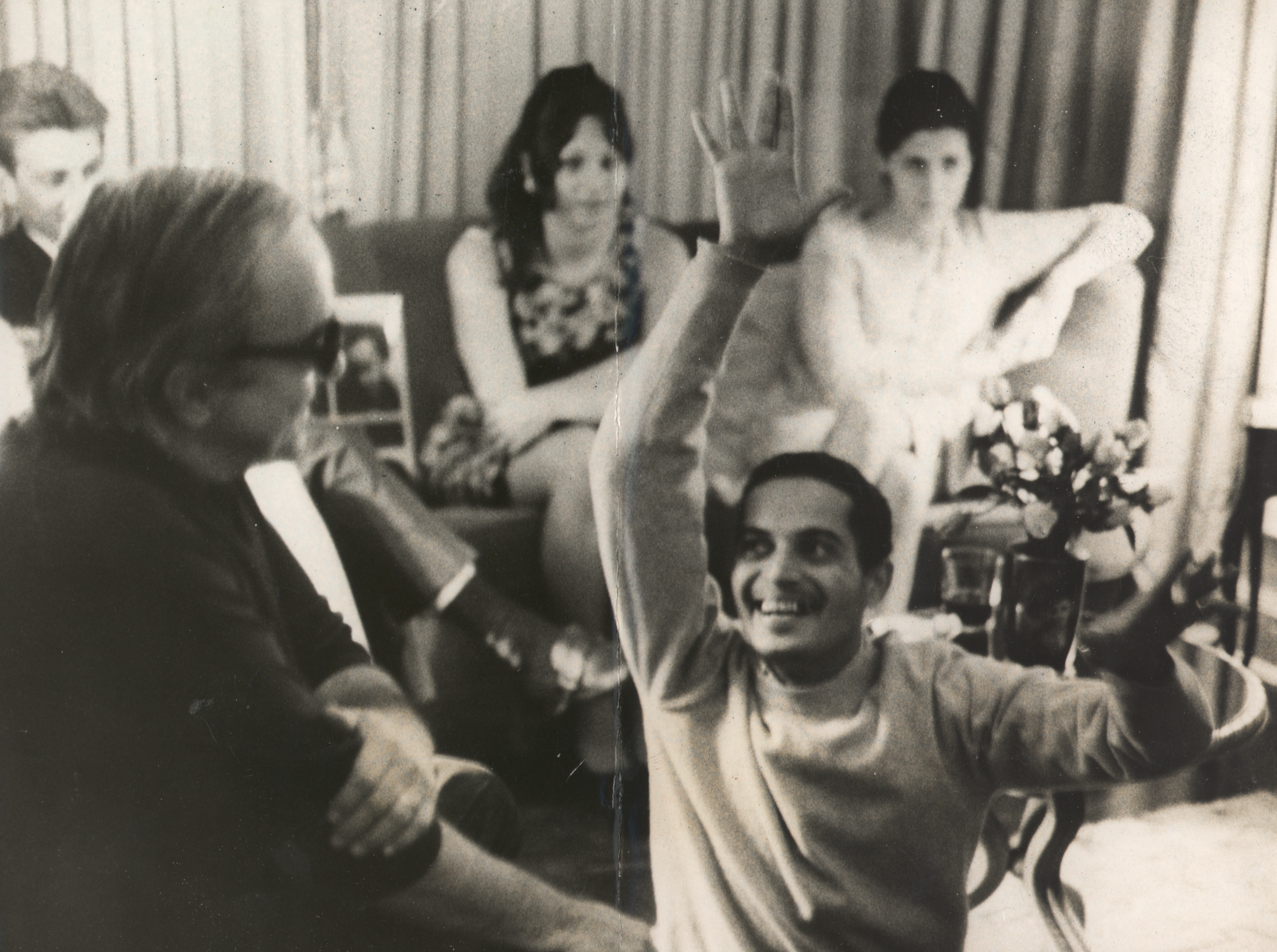
Baden Powell (1972)

Images on Guitar ist ein Jazzalbum des brasilianischen Gitarristen Baden Powell. Die am 25. und 26. Oktober 1971 im MPS-Studio in Villingen entstandenen Aufnahmen erschienen 1972 bei MPS Records.

## Hintergrund
Baden Powell, der in den 1950er Jahren in Brasilien mit dem Pianisten Antônio Carlos Jobim und den Gitarristen Luiz Bonfá und João Gilberto erfolgreich im Quartett zusammengespielt hatte und seit Ende der 1950er Jahre erste Soloalben veröffentlichte, wurde Mitte der 1960er Jahre von dem deutschen Jazzautor und Musikproduzenten Joachim Ernst Berendt in Brasilien aufgesucht. Daraufhin kam es zur Zusammenarbeit der beiden. 1966 erschien zunächst das viel beachtete und international erfolgreiche Album Tristeza on Guitar, das noch in Rio de Janeiro entstand. Es folgten 1968 Poema on Guitar sowie 1971 Canto on Guitar und 1972 Images on Guitar. Wie schon bei dem Album Canto on Guitar spielt Powell zusammen mit dem Kontrabassisten Ernesto Ribeiro-Gonçalves und dem Percussionisten Alfredo Bessa. Neu in Powells Quartett ist der Schlagzeuger Joaquim Paes Henriques, der Helio Schiavo ersetzt. Zusätzlich ist die französische Sängerin Janine de Waleyne – die schon mit Stan Getz und Michel Legrand zusammengearbeitet hatte – auf vier der acht Songs zu hören. In Brasilien wurde das Album unter dem Titel É de Lei veröffentlicht.

## Titelliste
- Baden Powell – Images on Guitar (MPS Records)[1]

1. Até Eu (Paulo César Pinheiro) – 4:32
2. Petit Valse (Baden Powell) – 3:58
3. Violão Vagabondo (Paulo César Pinheiro) – 4:33
4. Conversa Comigo Mesmo (Baden Powell) – 7:32
5. Blues à Volonté (Janine de Waleyne) – 8:53
6. Sentimentos (Baden Powell) – 4:12
7. É de Lei (Paulo César Pinheiro) – 2:24
8. Canto (Janine de Waleyne) – 4:58

## Rezeption
Laut.de schreibt in seiner biografischen Notiz zu Baden Powell: „Mit seinem lyrischen Spiel – immer gefangen zwischen simpel und komplex, zwischen ausgelassener Freude und tiefem Schmerz – erschafft der freigeistige Powell wundervolle Alben.“ Bezüglich des Künstlers zitiert Laut.de den brasilianischen Komponisten, Dichter und Musikproduzenten Hermínio Bello de Carvalho

„Baden ist ein Zauberer, ein Alchemist, eine Art dämonischer Erzengel, der in einem silbernen Schmelztiegel Weihrauch und Myrrhe, die Arpeggios und Akkorde mischt und diese Mischung aus Klängen, Licht, Farben und Melodien um sich fliegen lässt, die er den sechs Saiten seiner Gitarre voller Charme und Magie entlockt.“

und wertet: „Und er hat Recht. Roberto Baden Powell de Aquino der sich auf der Bühne einfach nur Baden Powell nannte, ist Gigant südamerikanischer Gitarrenmusik im Allgemeinen und brasilianischer Saitenhexerei im Besonderen. Der 1937 in Rio de Janeiro geborene Gitarrist und Komponist gehört zu den wichtigsten Bossa-Nova-Pionieren und war einer der ersten, der Jazz und Klassik mit Samba oder Afromusik mischte.“
Hifitest.de meint zum Album: „Wer sich beim Jazz mit der Gitarre befasst, der weiß, was zu erwarten ist, wenn man sich eine Platte von Baden Powell auflegt. Der empfindsame Großmeister ist mit seiner distinguierten Art sofort zu identifizieren … Das Ergebnis ist faszinierende Gitarrenkunst, die den Genießer ehrfurchtsvoll vor den Lautsprechern verharren lässt.“
Nach der Wiederveröffentlichung der vier von Joachim Ernst Behrendt zwischen 1966 und 1971 auf MPS produzierten Alben unter dem Titel Tristeza / Poema / Canto / Images On Guitar schrieb Hans-Jürgen Lenhart bei latin-mag.com: Die Alben „zeigen Baden Powell auf dem Höhepunkt seines Könnens, bevor in den 70ern der Alkohol immer mehr von ihm Besitz ergriff. Powell war der erste schwarze Musiker innerhalb der Bossa Nova-Szene und bereicherte sie mit afro-brasilianischen Elementen. … Unglaublich, wie er verträumte Melodien, atemberaubende Spieltechnik bzw. Tempo und plötzliches Synkopieren in einem einzigen Stück zu kombinieren verstand. Jazz, Samba, Klassik, nichts war ihm fremd … Man ist verführt zu sagen, was Hendrix für die E-Gitarre war, war Powell für die akustische Gitarre. Powell war der erste Brasilianer, der ohne die amerikanischen Jazzer zu internationalem Ruhm kam. Prädikat unverzichtbar.“